# جوشوا لي
جوشوا لي (بالإنجليزية: Joshua Lee)‏ هو سياسي أمريكي، ولد في 1783 في هدسون في الولايات المتحدة، وتوفي في 29 ديسمبر 1842. حزبياً، نشط في الحزب الديمقراطي. وقد انتخب عضو جمعية ولاية نيويورك وانتخب عضو مجلس النواب الأمريكي.